# إيلوري (كارولاينا الجنوبية)
إيلوري (بالإنجليزية: Elloree, South Carolina)‏ هي بلدة أمريكية تقع في الولايات المتحدة في مقاطعة أورانجبورغ (كارولاينا الجنوبية). يقدر عدد سكانها بـ 742 نسمة ومساحتها 2.5 كم2 وترتفع عن سطح البحر 50 متر.

## التركيبة السكانية
حدّد مكتب تعداد الولايات المتحدة بيانات التركيبة السكانية لإيلوري في تعداد الولايات المتحدة. في ما يلي، التركيبة السكانية حسب تعدادي 2000 و2010.

### تعداد عام 2000
بلغ عدد سكان إيلوري 742 نسمة بحسب تعداد عام 2000، وبلغ عدد الأسر 340 أسرة وعدد العائلات 200 عائلة مقيمة في البلدة. في حين سجلت الكثافة السكانية 282.1 نسمة لكل كيلومتر مربع (730.6/ميل2). وبلغ عدد الوحدات السكنية 381 وحدة بمتوسط كثافة قدره 144.9 لكل كيلومتر مربع (375.3/ميل2).
وتوزع التركيب العرقي للبلدة بنسبة 55.66% من البيض و43.94% من الأمريكيين الأفارقة و0.13% من الأمريكيين الأصليين و0.27% من عرقين مختلطين أو أكثر و0.13% من الهسبانيون أو اللاتينيون من أي عرق.
بلغ عدد الأسر 340 أسرة كانت نسبة 27.1% منها لديها أطفال تحت سن الثامنة عشر تعيش معهم، وبلغت نسبة الأزواج القاطنين مع بعضهم البعض 37.6% من أصل المجموع الكلي للأسر، ونسبة 17.4% من الأسر كان لديها معيلات من الإناث دون وجود شريك،  بينما كانت نسبة 3.8% من الأسر لديها معيلون من الذكور دون وجود شريكة وكانت نسبة 41.2% من غير العائلات. تألفت نسبة 37.9% من أصل جميع الأسر من عدة أفراد يعيشون في نفس المنزل ونسبة 23.5% كانت تتألف من شخص يعيش بمفرده يبلغ من العمر 65 عاماً أو أكثر. وبلغ متوسط حجم الأسرة المعيشية 2.18، أما متوسط حجم العائلات فبلغ 2.89.
بلغ العمر الوسطي للسكان 44.6 عاماً. وكانت نسبة 20.6% من القاطنين تحت سن الثامنة عشر، وكانت نسبة 7.8% بين الثامنة عشر والرابعة والعشرين عاماً، ونسبة 22.4% كانت واقعةً في الفئة العمرية ما بين الخامسة والعشرين والرابعة والأربعين عاماً، ونسبة 24.8% كانت ما بين الخامسة والأربعين والرابعة والستين، ونسبة 24.4% كانت ضمن فئة الخامسة والستين عاماً فما فوق. يوجد لكل 100 أنثى 77.5 ذكر، ويوجد لكل 100 أنثى في الثامنة عشر من عمرها فما فوق 71.7 ذكر.
بلغ متوسط دخل الأسرة في البلدة 22,574 دولارًا، أما متوسط دخل العائلة فبلغ 35,380 دولارًا. وكان متوسط دخل الذكور 26,838 دولارًا مقابل 21,641 دولارًا للإناث. وسجل دخل الفرد الخاص بالبلدة 21,711 دولارًا. وكانت نسبة 12.3% من العائلات ونسبة 21.1% من السكان تحت خط الفقر، وكان من هؤلاء نسبة 33.3% تحت سن الثامنة عشر ونسبة 14.6% في الخامسة والستين من العمر وما فوق.

### تعداد عام 2010
بلغ عدد سكان إيلوري 692 نسمة بحسب تعداد عام 2010، وبلغ عدد الأسر 315 أسرة وعدد العائلات 181 عائلة مقيمة في البلدة. في حين سجلت الكثافة السكانية 263.1 نسمة لكل كيلومتر مربع (681.4/ميل2). وبلغ عدد الوحدات السكنية 375 وحدة بمتوسط كثافة قدره 142.6 لكل كيلومتر مربع (369.3/ميل2).
وتوزع التركيب العرقي للبلدة بنسبة 55.35% من البيض و41.04% من الأمريكيين الأفارقة و0.29% من الأمريكيين الأصليين و1.01% من الأمريكيين ذوي الأصول الآسيوية و0.72% من الأعراق الأخرى و1.59% من عرقين مختلطين أو أكثر و0.87% من الهسبانيون أو اللاتينيون من أي عرق.
بلغ عدد الأسر 315 أسرة كانت نسبة 27.3% منها لديها أطفال تحت سن الثامنة عشر تعيش معهم، وبلغت نسبة الأزواج القاطنين مع بعضهم البعض 32.1% من أصل المجموع الكلي للأسر، ونسبة 20.6% من الأسر كان لديها معيلات من الإناث دون وجود شريك،  بينما كانت نسبة 4.8% من الأسر لديها معيلون من الذكور دون وجود شريكة وكانت نسبة 42.5% من غير العائلات. تألفت نسبة 39.4% من أصل جميع الأسر من عدة أفراد يعيشون في نفس المنزل ونسبة 18.4% كانت تتألف من شخص يعيش بمفرده يبلغ من العمر 65 عاماً أو أكثر. وبلغ متوسط حجم الأسرة المعيشية 2.20، أما متوسط حجم العائلات فبلغ 2.93.
بلغ العمر الوسطي للسكان 47.8 عاماً. وكانت نسبة 19.9% من القاطنين تحت سن الثامنة عشر، وكانت نسبة 7.8% بين الثامنة عشر والرابعة والعشرين عاماً، ونسبة 17.8% كانت واقعةً في الفئة العمرية ما بين الخامسة والعشرين والرابعة والأربعين عاماً، ونسبة 30.9% كانت ما بين الخامسة والأربعين والرابعة والستين، ونسبة 23.6% كانت ضمن فئة الخامسة والستين عاماً فما فوق. وتوزع التركيب الجنسي للسكان بنسبة 43.8% ذكور و56.2% إناث.